# Odo ariguanabo
Espèce
Odo ariguanabo est une espèce d'araignées aranéomorphes de la famille des Xenoctenidae.

## Distribution
Cette espèce est endémique de Cuba.

## Publication originale
- Alayón, 1995 : El género Odo (Araneae: Zoridae) en Cuba. Poeyana, vol. 454, p. 1-11.